# Каспий (автодорога)
Р-22 «Каспий» (до 2010 года М-6) — автомобильная дорога общего пользования федерального значения «Дон» — Тамбов — Борисоглебск — Волгоград — Астрахань. В соответствии с Постановлением Правительства РФ от 17.11.2010 г. № 928 (ред. от 11.08.2012) «О перечне автомобильных дорог общего пользования федерального значения» подъезды к Тамбову, Саратову, Элисте входят в состав автодороги. Протяжённость составляет 1381 километр. 
Дорога является составной частью европейского маршрута E 119 и азиатского маршрута AH8. Участок от Волгограда до Астрахани также входит в европейский маршрут E 40. С принятием новой классификации автодорога «Каспий» отнесена к автомобильным дорогам федерального значения как соединяющая между собой административные центры субъектов России, что обозначается префиксом Р в её названии (при этом до 2018 года одновременно применялся прежний учётный номер М-6). 
В древности в этом же направлении, но в другом месте, немного западнее шла Ордобазарная дорога, называемая также Ногайский шлях и имевшая важнейшее значение для зарождающейся российской государственности.

## Строительство
Постановление ЦК КПСС и Совета министров СССР № 12/78 о проектировании и строительстве автодороги Москва — Тамбов — Сталинград (маршрут 6) было принято 20 ноября 1958 года в рамках программы развития автомобильных дорог СССР и подписано Никитой Сергеевичем Хрущёвым.
Проектирование началось с изыскательских работ по трассировке дороги, которую пустили в обход населённых пунктов. Работы вёл научно-исследовательский институт Гипродор.
Автомобильная дорога с твёрдым покрытием была спроектирована НИИ по нормативам дорог первой технической категории.
После начала строительства было принято решение построить дорогу по нормативам второй технической категории, двумя полосами для движения и шириной проезжей части 20 метров, для открытия движения, а затем реконструировать её до дороги первой технической категории. Работы выполняло управление строительства Главдорстроя Министерства транспортного строительства СССР под руководством Ивана Иосифовича Левитана.
Строительство дороги началось одновременно от Москвы в сторону Тамбова (участок Москва — Кашира (Каширское шоссе) имел 4 полосы для движения), и от Волгограда в сторону Москвы.
В 1971 году были построены 348 километров трассы Москва — Тамбов.
К ноябрю 1976 года на 678-м километре трассы общей протяжённостью 854 км состоялась стыковка северного (от Москвы) и южного (от Волгограда) участков шоссе, было открыто сквозное автомобильное движение по трассе, прошедшей по Московской, Тульской, Рязанской, Тамбовской, Воронежской, Волгоградской областям.
Автотрасса соответствовала высшему качеству своего времени: 740 км из 854 км были выполнены из цементобетонного покрытия, на трассе было построено 62 мостовых сооружения, 15 многоуровневых развязок, 12 подъездов к городам и районным центрам областей. При строительстве применялась высокопроизводительная техника: американский бетоноукладчик «Автогрейд», бетонный завод «Рекс», погрузчик «Кейс», что сделало этот объект своеобразной школой передового опыта для дорожников всей страны.
После распада Советского Союза к дороге «Каспий» была присоединена дорога Волгоград — Астрахань и присвоен федеральный номер М-6. В 2018 году из дороги исключён участок дороги M4 «Дон» от Москвы до Пятницы, а сама дорога получила номер Р-22, однако, километраж не изменился.
В 2018 году начались работы по проектированию автомобильной дороги в обход города Волгограда. Строительство ведется в рамках реконструкции автомобильной дороги Р-22 «Каспий». Первая очередь обхода сдана 23 декабря 2024 года.

## Маршрут
Автодорога начинается с развязки с трассой M4 «Дон» в районе города Кашира, трасса идёт на юго-восток, пересекает небольшой участок Тульской области и снова идёт по территории Московской области.
Далее автодорога идёт по территории Рязанской области, проходит по объездной дороге мимо города Михайлова (к северу и востоку от города), мимо города Скопина, пересекая дорогу Скопин — Рязань, проходит к западу от города Ряжска. Примерно через 30 км от Ряжска трасса проходит мимо поворота в город Чаплыгин, который называют «северными воротами» Липецкой области.
По территории Тамбовской области дорога проходит западнее райцентра Первомайского и недалеко к северо-востоку от города Мичуринска, на 408 км трасса пересекает реку Польной Воронеж и проходит западнее районного центра Дмитриевка в районе 410 км, перед Тамбовом после перекрёстка c Р119 поворачивает на юг, далее идёт в южном и юго-восточном направлениях.
Далее проходит по Воронежской области мимо посёлка Грибановского, пересекает трассу Р298 E 38, далее проходит западнее города Борисоглебска и пгт Поворино.
Далее дорога идёт по территории Волгоградской области в южном и юго-восточном направлениях. Автодорога проходит мимо населённых пунктов Новониколаевского, Новоаннинского, по западной окраине города Михайловка, затем пересекает реку Медведицу, проходит западнее города Фролова, посёлка Лог, пересекает железнодорожную линию Волгоград — Москва и проходит восточнее посёлка Иловли, пересекает железнодорожную линию Иловля — Саратов. Затем трасса по территории Волгограда, а на юге города поворачивает на восток.
По территории Астраханской области автодорога идёт в пойме реки Волги в восточном, юго-восточном и южном направлениях, пересекает небольшой участок Калмыкии, проходит мимо города Нариманова и заканчивается в городе Астрахани на правом берегу Волги.

## Текущее состояние
Трасса почти на всём своём протяжении имеет по одной полосе в каждую сторону с редкими участками четырёхполосного движения. Характерная особенность — практически полное отсутствие населённых пунктов на участке от Каширы до Тамбова. Скоростное движение затруднено из-за двухполосного состава дороги.
Немногочисленные участки трассы имеют хорошее дорожное покрытие и две полосы движения в каждую сторону с разделительной полосой:
- обход города Михайлова, включающий в себя отрезок автодороги Р132 «Золотое кольцо», Рязанская область — 10,7 км[6];
- с 386 по 447 км (от поворота на Староюрьево до Тамбова) участок соответствует категории 1-Б — 61 км[7];
- с 652 по 657 км, около посёлка Новониколаевский — 5,5 км; строительство продолжается, к 2025 году планируется довести длину этого 4-полосного участка до 11 км[8];
- с 825 по 838 км, около города Фролово — 13,3 км[9];
- с 903 км до Волгограда — 59 км[10];
- с 1331 по 1348 км (до города Нариманов в Астраханской области) — 17 км[11];

Ответвление на Саратов от Балашова до посёлка Лысые Горы имеет по две полосы движения в каждую сторону с разделительной полосой, на участках ближе к Балашову — с двойной сплошной. Качество покрытия на большей части участков в отличном состоянии.

## Уход за дорогой
Дорогу эксплуатирует Управление автомобильной дороги «Каспий» (ранее Упрдор «Москва — Волгоград»), созданное приказом Министерства строительства и эксплуатации автомобильных дорог СССР в Тамбове 29 декабря 1973 года.
Интенсивность движения по дороге за 30 лет выросла в 5 раз: в 1983 году она составляла 6 тысяч автомобилей в сутки, в 2003 году — 15 тысяч, в 2013 году — 30 тысяч. Увеличилась и нагрузка на ось, поэтому дорога нуждается в реконструкции.
Первые работы начались в 1995 году и двигались медленно: к 2012 году было капитально отремонтировано только 46 километров трассы. С 2013 года темпы возросли: до 2017 года реконструкция проведена на 43 км дорог М-6, Р260, и Р-228, капремонт на 289 км.

## Населённые пункты
| Москва             |
| Московская область |

| Московская область |
| Тульская область   |

| Тульская область   |
| Московская область |

| Московская область |
| Рязанская область  |

| Рязанская область  |
| Тамбовская область |

| Тамбовская область  |
| Воронежская область |

| Воронежская область   |
| Волгоградская область |

| Волгоградская область |
| Астраханская область  |

| Астраханская область |
| Республика Калмыкия  |

| Республика Калмыкия  |
| Астраханская область |